# واين كير
واين كير (بالإنجليزية: Wayne Kerr)‏ هو لاعب دوري الرغبي أيرلندي، ولد في 18 مارس 1984 في جزيرة أيرلندا في جمهورية أيرلندا.